# Diaulota aokii
Diaulota aokii är en skalbaggsart som beskrevs av K. Sawada 1971. Diaulota aokii ingår i släktet Diaulota och familjen kortvingar. Inga underarter finns listade i Catalogue of Life.